# Mont-la-Ville
Mont-la-Ville ist eine politische Gemeinde im Distrikt Morges des Kantons Waadt in der Schweiz.

## Geographie
Mont-la-Ville liegt auf 835 m ü. M., 17 km nordwestlich der Bezirkshauptstadt Morges (Luftlinie). Das Haufendorf erstreckt sich am Südosthang der vordersten Jurakette, an aussichtsreicher Lage hoch über der Ebene des Waadtländer Mittellandes.
Die Fläche des 19,8 km² grossen Gemeindegebiets umfasst einen Abschnitt des Waadtländer Juras. Der östliche Teil des Gebietes wird vom breiten und verhältnismässig sanft ansteigenden Südosthang der Mollendruz-Kette eingenommen. In den tiefer gelegenen Bereichen befindet sich die ausgedehnte Rodungsinsel von Mont-la-Ville, darüber das Waldgebiet Côte de Mont la Ville. Nach Westen erstreckt sich der Gemeindeboden über den breiten Kamm der Mollendruz-Kette (bei Boutavent-Dessus 1262 m ü. M.) mit dem Passübergang Col du Mollendruz. Ebenfalls zu Mont-la-Ville gehört der oberste Teil des Talbeckens von Vaulion und der südliche Hangfuss der Dent de Vaulion. Die westliche Grenze verläuft über den Pass Pétra Felix und den Höhenrücken Haut du Mollendruz, auf dem mit 1441 m ü. M. der höchste Punkt der von Mont-la-Ville erreicht wird. Auf den Jurahöhen befinden sich ausgedehnte Hochweiden mit den typischen mächtigen Fichten, die entweder einzeln oder in Gruppen stehen. Von der Gemeindefläche entfielen 1997 3 % auf Siedlungen, 53 % auf Wald und Gehölze und 44 % auf Landwirtschaft.
Zu Mont-la-Ville gehören der Weiler Chaume (865 m ü. M.) westlich oberhalb des Dorfes und zahlreiche Einzelhöfe, die weit verstreut auf den Jurahöhen liegen. Nachbargemeinden von Mont-la-Ville sind Moiry, Cuarnens, L’Isle, L’Abbaye, Vaulion, Juriens und La Praz.

## Bevölkerung
Mit 495 Einwohnern (Stand 31. Dezember 2023) gehört Mont-la-Ville zu den kleinen Gemeinden des Kantons Waadt. Von den Bewohnern sind 96,7 % französischsprachig, 1,5 % deutschsprachig und 0,9 % italienischsprachig (Stand 2000). Die Bevölkerungszahl von Mont-la-Ville belief sich 1900 auf 447 Einwohner. Nachdem die Bevölkerung bis 1970 auf 268 Personen abgenommen hatte, wurde wieder eine leichte Bevölkerungszunahme beobachtet.

## Wirtschaft
Mont-la-Ville war bis in die zweite Hälfte des 20. Jahrhunderts ein vorwiegend durch die Landwirtschaft geprägtes Dorf. Noch heute haben der Ackerbau im Bereich des Dorfes und die Viehzucht und Milchwirtschaft in den höheren Lagen eine wichtige Bedeutung in der Erwerbsstruktur der Bevölkerung. Da die Gemeinde früher von den reichen Einkünften der Forstwirtschaft leben konnte, mussten erst ab 1983 Gemeindesteuern erhoben werden. Weitere Arbeitsplätze sind im lokalen Kleingewerbe und im Dienstleistungssektor vorhanden. In den letzten Jahrzehnten hat sich das Dorf auch zu einer Wohngemeinde entwickelt. Viele Erwerbstätige sind deshalb Wegpendler, die hauptsächlich in den grösseren Dörfern des Waadtländer Mittellandes arbeiten. Mont-la-Ville verfügt über ein nordisches Skizentrum auf dem Col du Mollendruz. Im Winter werden auf der Passhöhe Langlaufloipen gespurt.

## Verkehr
Die Gemeinde liegt an der Hauptstrasse, welche von Cossonay via L’Isle über den Col du Mollendruz in das Vallée de Joux führt. Durch einen Postautokurs, der von L’Isle nach Croy verkehrt, ist Mont-la-Ville an das Netz des öffentlichen Verkehrs angeschlossen.

## Geschichte
Das Gemeindegebiet von Mont-la-Ville war bereits in prähistorischer Zeit besiedelt. Der Abri Freymond wurde während der Alt-, und Mittelsteinzeit etwa 10000 bis 5500 Jahre v. Chr., zeitweise genutzt. Auch in der Jungsteinzeit und während der Bronzezeit wurde der Ort benutzt.
Die erste urkundliche Erwähnung von Mont-la-Ville erfolgte 1141 unter dem Namen Montevilla. Der Ortsname ist von lateinisch mons (Berg) und villa (Dorf) abgeleitet. Während des Mittelalters gehörte Mont-la-Ville zunächst den Herren von La Sarraz, danach zu Les Clées. Mit der Eroberung der Waadt durch Bern im Jahr 1536 kam Mont-la-Ville unter die Verwaltung der Kastlanei Les Clées in der Vogtei Yverdon. Es bildete eine Exklave der Vogtei Yverdon, fernab von deren Stammgebiet. Nach dem Zusammenbruch des Ancien Régime gehörte das Dorf von 1798 bis 1803 während der Helvetik zum Kanton Léman, der anschliessend mit der Inkraftsetzung der Mediationsverfassung im Kanton Waadt aufging. 1798 wurde es dem Bezirk Cossonay zugeteilt.

## Sehenswürdigkeiten
Die Kirche Saint-Michel wurde 1825 erbaut. Im alten Dorfkern sind einige charakteristische Bauernhäuser aus dem 17. bis 19. Jahrhundert erhalten.